# Eskisabel Suescun Hualde
Eskisabel Suescun Hualde (Sangüesa, Navarra, 4 de septiembre de 1982) es una expolítica española, miembro de la Agrupación Independiente San Sebastián y alcaldesa de Sangüesa (Navarra) hasta las elecciones municipales de mayo de 2011.

## Biografía
Realizó los estudios de Ingeniería Técnica Industrial con especialidad en Química Industrial en el campus de Huesca de la Universidad de Zaragoza.
Pese a no tener experiencia previa en política, se presentó como cabeza de lista en las Elecciones Municipales de 2007, consiguiendo siete concejales, y así, la mayoría absoluta de la corporación, compuesta por trece concejales, siete de la Agrupación Independiente San Sebastián (AISS), dos de Izquierda Unida de Navarra (IUN-NEB), dos del Partido Socialista de Navarra (PSN-PSOE), uno de Nafarroa Bai y uno de Acción Nacionalista Vasca (ANV).
Cuando tomó posesión el 16 de junio de 2007, era la alcaldesa más joven de Navarra y uno de los alcaldes más jóvenes de España.
En las elecciones municipales de 2011 no encabezó la lista de su formación, la integró en la 8.ª posición; en la misma, obtuvieron cinco concejales frente a la Agrupación Progresista de Sangüesa (APS) que consiguió seis y la alcaldía del municipio.
En las municipales de 2015 volvió a acudir en la 8.ª posición de la candidatura de AISS a la alcaldía de Sangüesa. La agrupación volvió a conseguir 5 concejales, por lo que Suescun nuevamente quedó fuera del consistorio.